# 蔣振宇
蔣振宇（1960年—）是華裔加拿大政治家，在2021年加拿大聯邦大選中當選為下議院萬錦—於人村選區的議員，並出任多元化和包容性部長的議會秘書。

## 生平
蔣振宇祖父母均為1927年移民到英屬印度的客家華僑，其於巴基斯坦喀拉蚩出生及成長，1976年其16歲時，其父攜全家移民到加拿大投靠親戚。成年後於加拿大安大略省約克區警察局擔任警官28年，於2020年以警長身份退休。
他在2025年加拿大聯邦大選尋求連任，競選時公開表示，把保守黨候選人、香港前藝人鄭敬基帶到中国驻多伦多总领事馆，就可以拿到香港警務處100萬港元賞金，引發外界震驚。他於3月28日正式道歉；案經朝野各黨譴責，以及香港監察等40餘人權團體向加拿大皇家騎警檢舉後，啟動《外國干涉和資訊安全法》（Foreign Interference and Security of Information Act）等刑事調查。3月31日被國民郵報揭露，蔣連夜向新總理暨黨魁馬克·卡尼請辭退選獲准。

## 選舉紀錄
| 年度 | 選舉屆數               | 選舉區          | 所屬政黨     | 得票數 | 得票率 | 當選標記 | 備註 |
| ---- | ---------------------- | --------------- | ------------ | ------ | ------ | -------- | ---- |
| 2021 | 第四十四屆國會議員選舉 | 萬錦—於人村選區 | 加拿大自由党 | 21,958 | 48.6%  |          |      |